# GSC3292-1546
GSC3292-1546 — хімічно пекулярна зоря спектрального класу A, що має видиму зоряну величину в смузі V приблизно  9,8.